# Lukovec, Litija
Lukovec je naselje v Občini Litija.